# Jełszanka (rejon nowoburaski)
Jełszanka (ros. Елшанка) – wieś (sieło) w Rosji, w obwodzie saratowskim, w rejonie nowoburaskim. W 2021 liczyła 415 mieszkańców.